# Lê Ngọc Phượng
Lê Ngọc Phượng (* 12. Mai 1982) ist eine ehemalige vietnamesische Leichtathletin, die sich auf den Sprint spezialisiert hat.

## Sportliche Laufbahn
Erste internationale Erfahrungen sammelte Lê Ngọc Phượng im Jahr 2003, als sie bei den Asienmeisterschaften in Manila in 24,47 s den siebten Platz im 200-Meter-Lauf belegte. Im Dezember gelangte sie bei den Südostasienspielen in Hanoi mit 12,15 s auf den achten Platz im 100-Meter-Lauf und gewann in 45,57 s die Silbermedaille mit der vietnamesischen 4-mal-100-Meter-Staffel hinter dem Team aus Thailand. Zwei Jahre später wurde sie bei den Südostasienspielen in Manila in 11,69 s und 24,01 s jeweils Vierte über 100 und 200 Meter und gewann mit der Staffel in 45,11 s erneut die Silbermedaille hinter Thailand und stellte damit einen neuen vietnamesischen Landesrekord auf. 2007 erreichte sie bei den Südostasienspielen in Nakhon Ratchasima nach 11,82 s Rang vier über 100 Meter und gewann in 45,62 s die Silbermedaille mit der Staffel hinter Thailand. 2009 klassierte sie sich bei den Hallenasienspielen in Hanoi mit 7,55 s auf dem achten Platz im 60-Meter-Lauf und anschließend schied sie bei den Asienmeisterschaften in Guangzhou mit 11,86 s im Halbfinale über 100 Meter aus, während sie in 24,33 s den siebten Platz über 200 Meter belegte. Zudem wurde sie im Staffelbewerb in 45,55 s Vierte. Daraufhin gewann sie bei den Südostasienspielen in Vientiane in 11,74 s die Silbermedaille über 100 Meter hinter ihrer Landsfrau Vũ Thị Hương und sicherte sich in 24,03 s die Bronzemedaille über 200 Meter hinter Vũ und Kay Khine Lwin aus Myanmar. Zudem gewann sie mit der Staffel in 44,82 s die Silbermedaille hinter Thailand. Im Jahr darauf nahm sie an den Asienspielen in Guangzhou teil und klassierte sich dort mit 11,76 s auf dem achten Platz über 100 Meter und wurde mit der Staffel in 44,77 s Vierte. 2011 gewann sie dann bei den Südostasienspielen in Palembang in 24,01 s die Silbermedaille über 200 Meter hinter der Thailänderin Jutamass Tawoncharoen und belegte in 11,89 s den sechsten Platz im 100-Meter-Lauf. Zudem gewann sie mit der Staffel in 45,12 s die Bronzemedaille hinter den Teams aus Thailand und Indonesien. Daraufhin beendete sie ihre aktive sportliche Karriere im Alter von 31 Jahren.
In den Jahren 2004, 2007 und 2009 wurde Lê Ngọc Phượng vietnamesische Meisterin im 100-Meter-Lauf sowie 2007 und 2009 auch über 200 Meter.

## Persönliche Bestleistungen
- 100 Meter: 11,65 s (+1,1 m/s), 22. November 2010 in Guangzhou
  - 60 Meter (Halle): 7,55 s, 31. Oktober 2009 in Hanoi
- 200 Meter: 23,73 s, 29. Dezember 2010 in Đà Nẵng